# Makoua
Makoua – miasto w Kongo; w regionie Cuvette; 11 tys. mieszkańców (2006). Przemysł spozywczy, włókienniczy.
W 1935 r. przebywał tam Kazimierz Nowak w czasie swojej podróży przez Afrykę.
Urodził się tutaj Victor Abagna Mossa, kongijski duchowny katolicki, biskup Owando.